# Shahrak-e Gharb
Shahrak-e Gharb (aussi appelé Shahrak-e Qods, en persan : شهرک غرب) est une ville nouvelle construite dans le nord-ouest de la capitale de l'Iran, Téhéran. Elle comprend beaucoup de villas et d'immeubles modernes. Aujourd'hui il est considéré un quartier de Téhéran. Son nom signifie « la ville de l'ouest ».
Le quartier de Shahrak-e Gharb, assez aisé, est l'un des seuls quartiers de Téhéran conformes aux standards internationaux pour les villes modernes. Il a donc l'accès facile aux autoroutes (comme la Chamran, ou les Hemmat, Hakim, Niyayesh, Cheikh-Fazlollah et Yadegare-Emam), est proche de quatre grands hôpitaux, et trois centres commerciaux (Golestan, Iran-Zamin, et Millad). Il possède aussi de nombreux parcs, cinémas et centres culturels, ainsi que des casernes de pompiers, commissariats de police et bureaux de poste. Une école internationale est située dans le quartier, une autre n'étant pas loin, dans le quartier de Sa'adat Abad.
Grâce aux vents de l'ouest, Shahrak-e Gharb est moins pollué que les autres quartiers du nord de la capitale. Ceci, ainsi que d'autres avantages, attirent beaucoup de diplomates et expatriés, qui s'y installent.